# Libořezy
Libořezy (dříve také Libořez, německy Liborsches) jsou vesnice, část obce Stříbřec v okrese Jindřichův Hradec v Jihočeském kraji. Nachází se asi čtyři kilometry východně od Stříbrce. Prochází zde silnice II/153. Libořezy jsou také název katastrálního území o rozloze 2,45 km².

## Historie
První písemná zmínka o vesnici pochází z roku 1382.

## Obyvatelstvo
| Rok            | 1869 | 1880 | 1890 | 1900 | 1910 | 1921 | 1930 | 1950 | 1961 | 1970 | 1980 | 1991 | 2001 | 2011 | 2021 |
| -------------- | ---- | ---- | ---- | ---- | ---- | ---- | ---- | ---- | ---- | ---- | ---- | ---- | ---- | ---- | ---- |
| Počet obyvatel | 355  | 342  | 341  | 343  | 347  | 320  | 266  | 187  | 207  | 154  | 127  | 111  | 82   | 56   | 72   |
| Počet domů     | 35   | 31   | 34   | 37   | 39   | 42   | 53   | 54   | 53   | 48   | 47   | 53   | 53   | 54   | 55   |

## Obecní správa
Při sčítání lidu v letech 1850–1920 Libořezy byly osadou obce Mníšek v okrese Jindřichův Hradec. V letech 1921–1979 byl samostatnou obcí, se kterým patřil nejprve do okresu Jindřichův Hradec, ale v roce 1950 v okrese Třeboň a od roku 1960 opět v okrese Jindřichův Hradec. Od 1. ledna 1980 je částí obce Stříbřec v okrese Jindřichův Hradec.

## Pamětihodnosti
- kaple

## Další fotografie

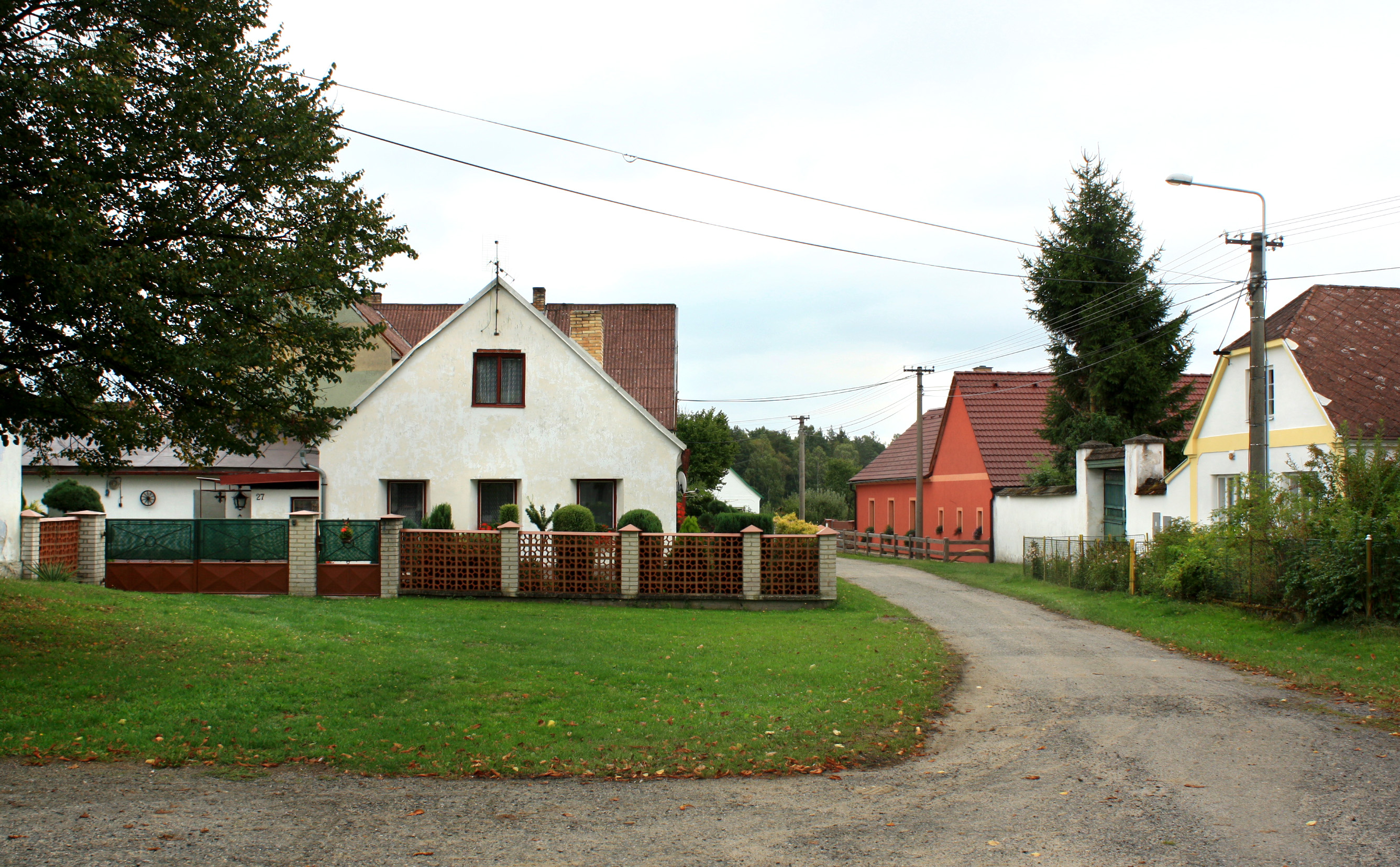
Náves za kaplí
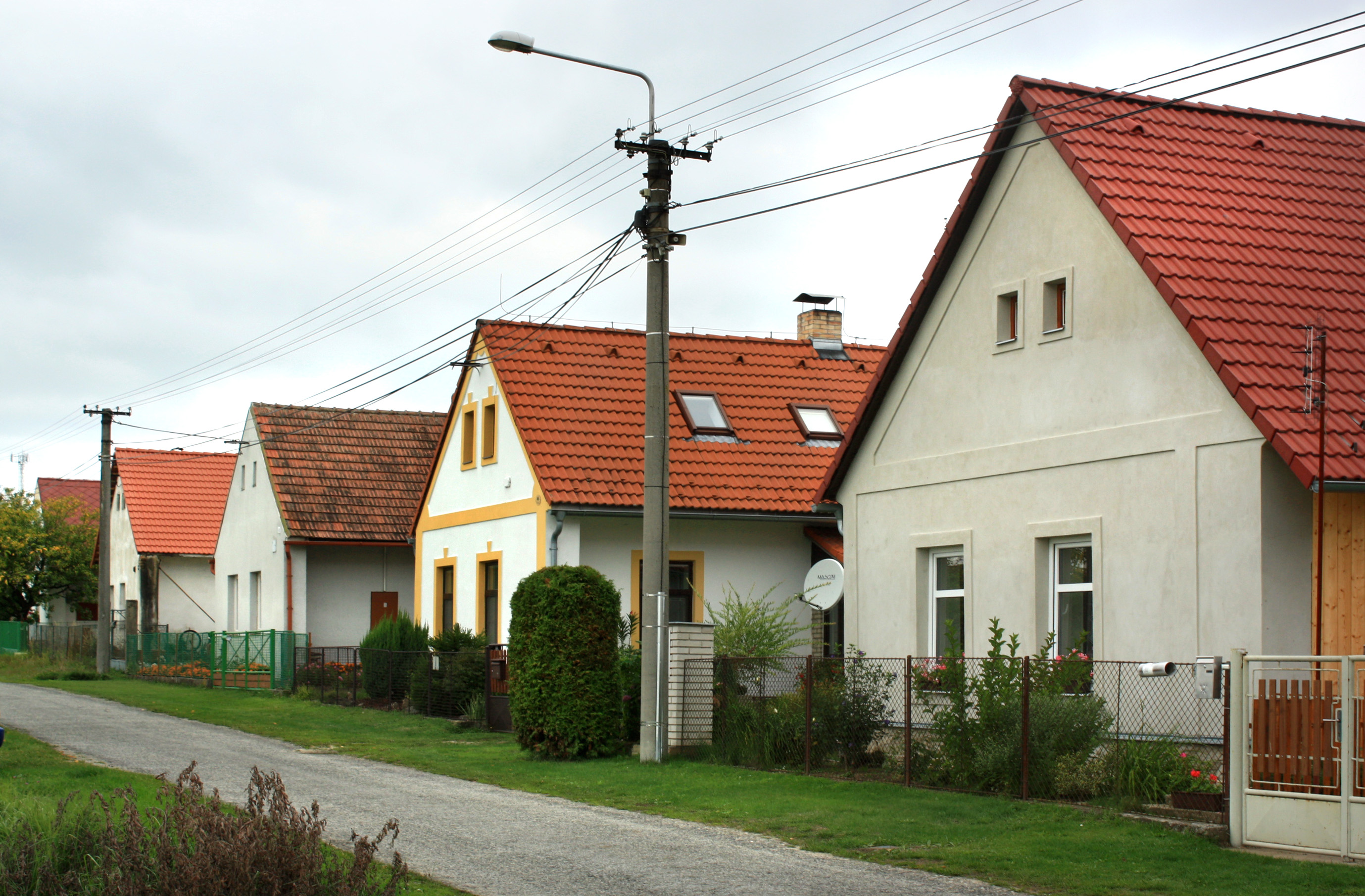
Sevrní část vesnice
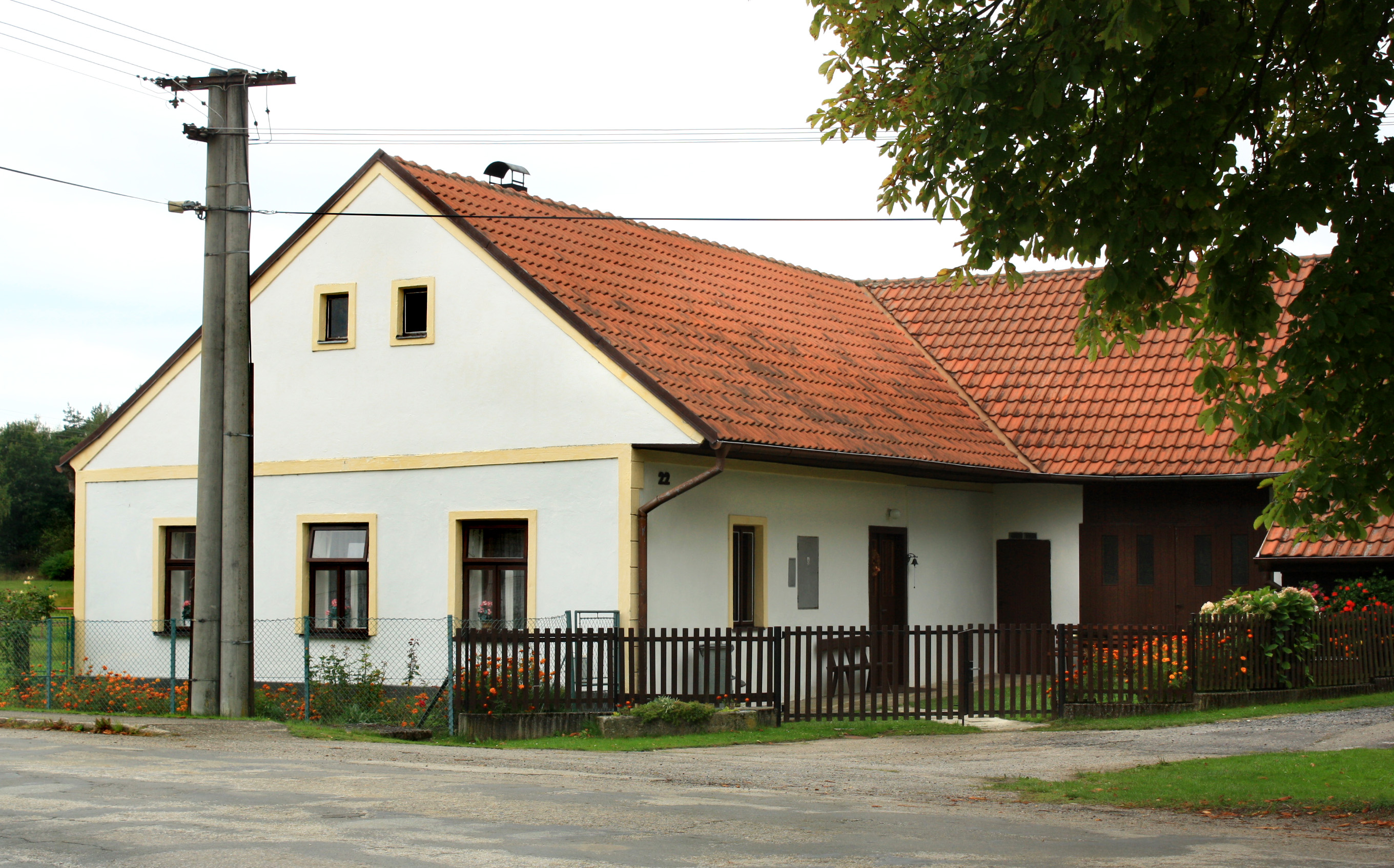
Bývalý statek u hlavní silnice